# Simulium hemicyclium
Simulium hemicyclium är en tvåvingeart som beskrevs av John Smart och Clifford 1965. Simulium hemicyclium ingår i släktet Simulium och familjen knott. Inga underarter finns listade i Catalogue of Life.